# Turtle River (North Dakota)
Der Turtle River ist ein Zufluss des Red River of the North im Nordosten des US-Bundesstaates North Dakota. Auf fast seiner gesamten Länge fließt er im Grand Forks County. Über den Red River, den Winnipegsee und den Nelson River ist er Teil des Einzugsgebiets der Hudson Bay.

## Lauf
Der Turtle River entspringt in zwei Armen, North Branch mit einem Quellgebiet im Osten des Nelson County und South Branch. Die beiden Arme fließen bei der Stadt Larimore zusammen. Der Fluss fließt mäandrierend überwiegend in östlicher Richtung durch den Turtle River State Park und an der Grand Forks Air Force Base vorbei. Auf dem letzten Stück seines Laufes dreht er nach Norden und durchfließt die Stadt Manvel, bevor er kurz oberhalb von Oslo, Minnesota in den Red River of the North mündet.